# Leh (huyện)
Huyện Leh là một huyện thuộc bang Jammu and Kashmir, Ấn Độ. Thủ phủ huyện Leh đóng ở Leh. Huyện Leh có diện tích 82665 ki lô mét vuông. Đến thời điểm năm 2001, huyện Leh có dân số 117637 người.